# Odon Keyzlar

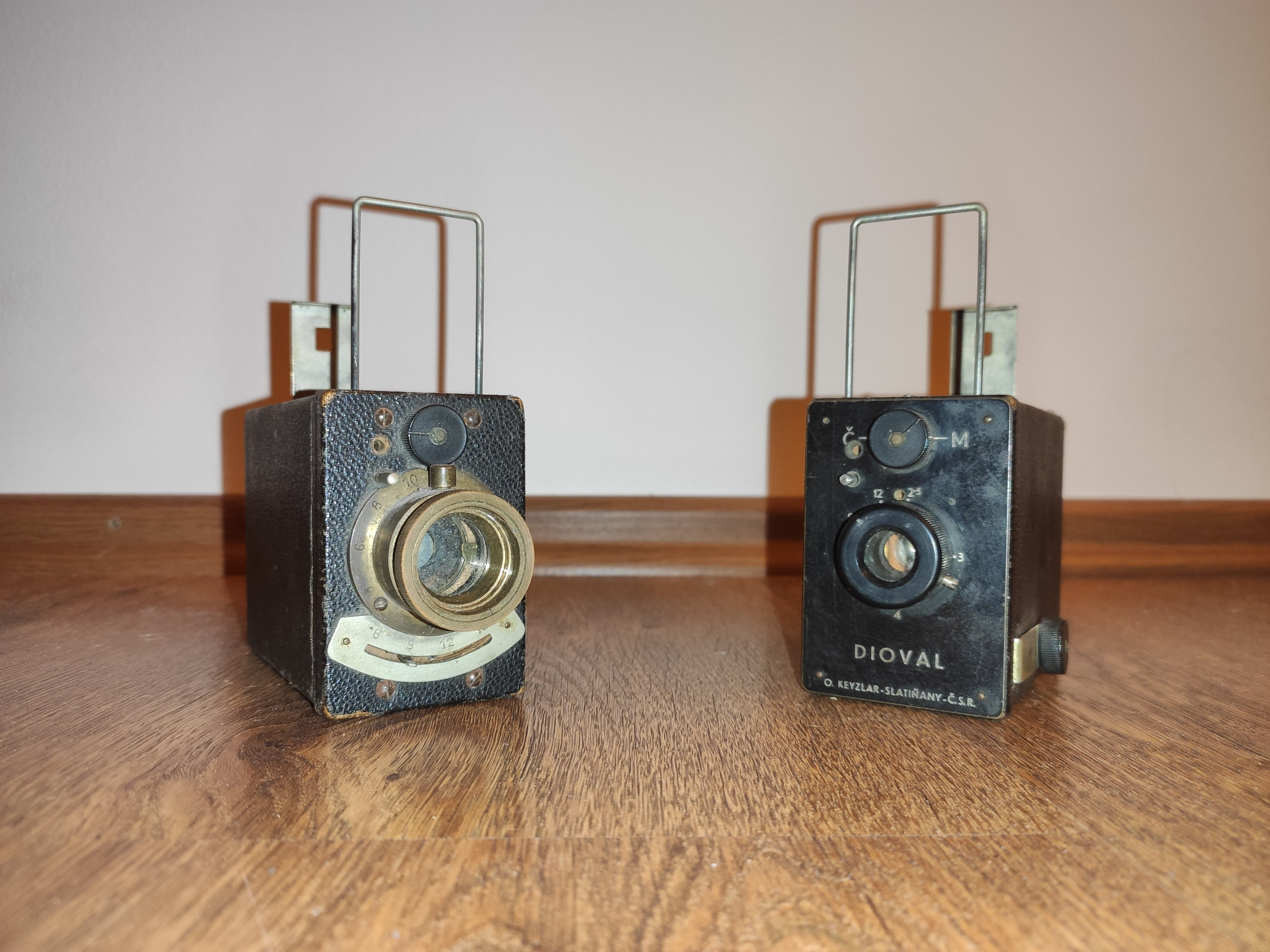
Fotoaparáty Odona Keyzlara

Odon Keyzlar (1880 – 1963) byl jedním z historicky prvních výrobců fotoaparátů v prvorepublikovém Československu. Fotoaparáty Odona Keyzlara patří k nejunikátnějším konstrukčním řešením nejen z kontextu historie českých fotoaparátů. Všechny přístroje vytvořené tímto vynálezcem a podnikatelem nesou osobitý, nezaměnitelný rukopis svého tvůrce. To platí především po stránce aplikace naprosto originálních, někdy až bizarních systémů závěrek. Pestrý počet působišť, kde tento podnikatel fotoaparáty vyráběl v průběhu 20. a 30. let, je mimo jiné i odrazem doby, kdy celosvětová hospodářská krize způsobila všeobecnou stagnaci odbytu zboží. V neposlední řadě nicméně dokumentuje také nevelký úspěch jeho produkce. Příčinou byla i velká neobvyklost designu jeho fotopřístrojů a také problémy s adjustací atypických formátů desek a filmů do nich.

## Působiště

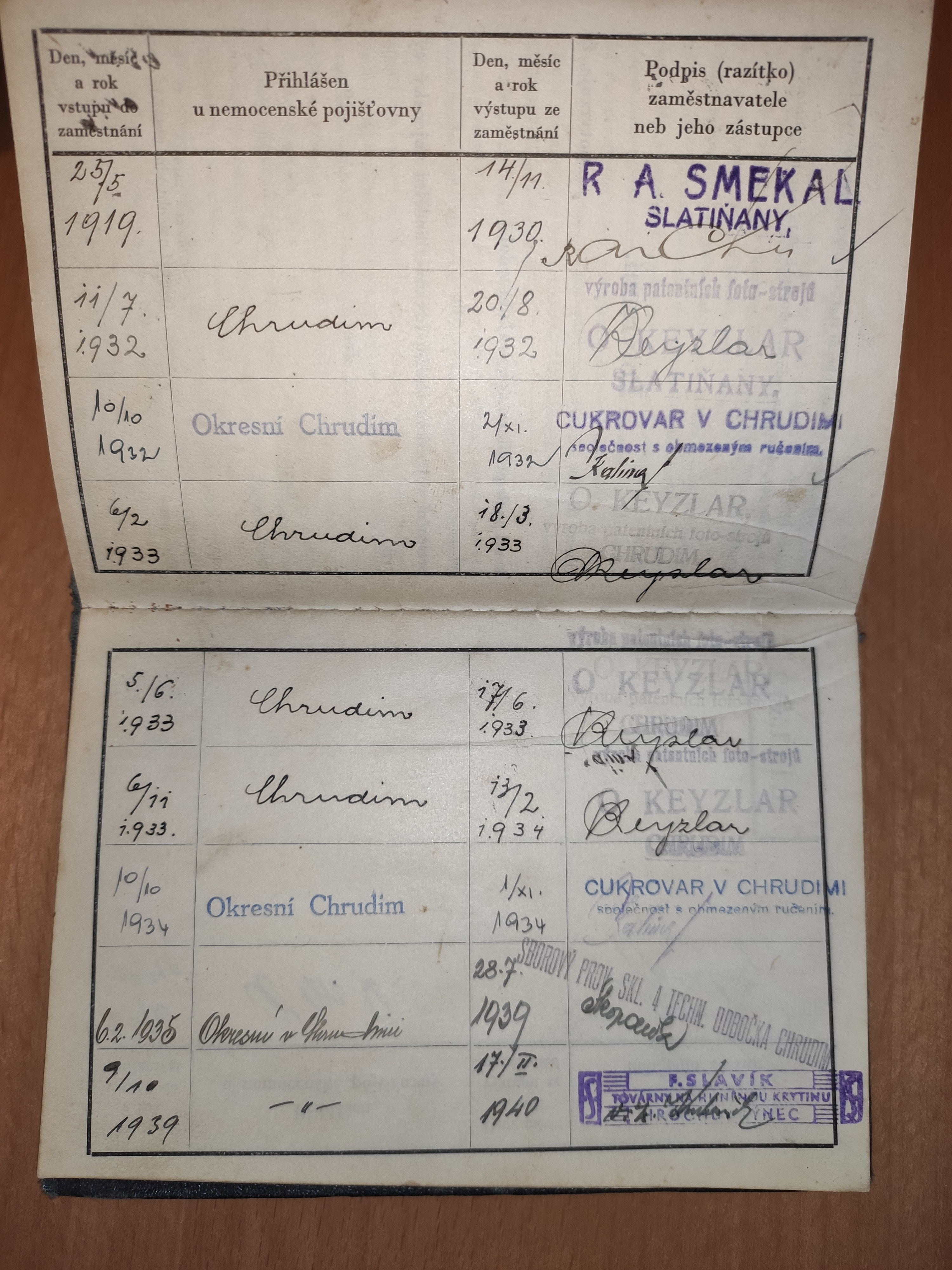
Pracovní knížka zaměstnance firmy Odon Keyzlar

Odon Keyzlar původně působil v textilním oboru. Později vyráběl nejen fotografické a zvětšovací přístroje, ale mj. sestavil i nové účinné vývojky. Výrobou se začal zabývat v rodném Červeném Kostelci roku 1922. Roku 1926 přemístil firmu do Havlíčkova Brodu (tehdy Německého Brodu) a po dalším roce do Slatiňan. Roku 1929 spoluzakládal obchodní společnost OKAM v Praze, pozdější firma Pejšek a spol. Ta roku 1929 na Pražské podzimním veletrhu vystavila mj. prototyp nového fotoaparátu Orlan-Filmex 4×6,5 cm, zvětšovací přístroje a oznámila výrobu zrcadlovky 6×6. Avšak smělé plány byly vzápětí zhaceny a firma Pejšek skončila. Keyzlarova produkce nadále pokračovala ve slatiňanské továrničce, měla ale spíše již jen charakter velkorysejší záliby. Keyzlar svoji výrobu naposledy přesídlil na počátku 30. let do Chrudimi, odkud pocházejí poslední vyrobené série laciných a jednoduchých fotoaparátů značky Dioval.

## Fotoaparát DIOVAL 3×5 cm

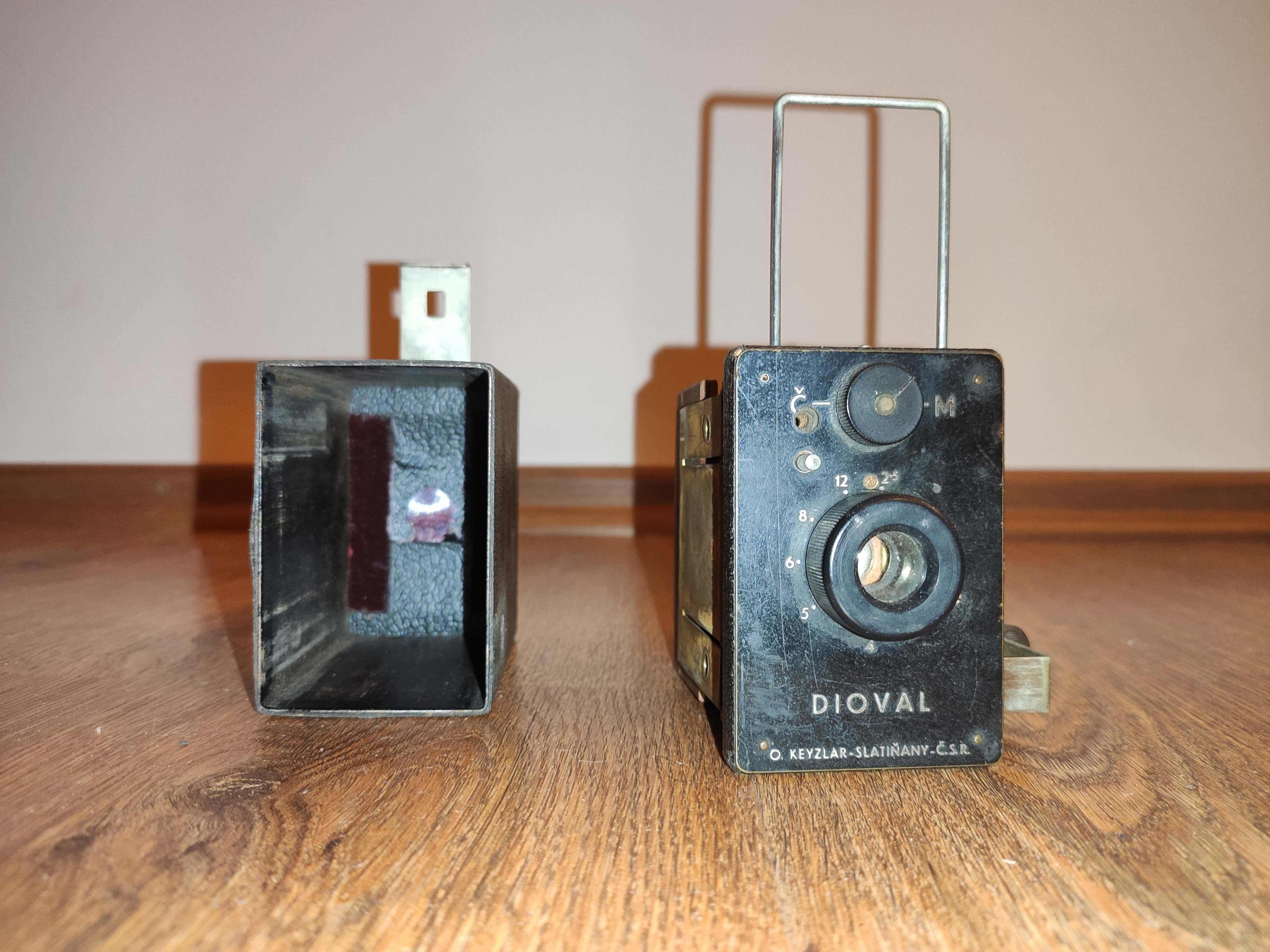
Fotoaparát DIOVAL 3×5 cm

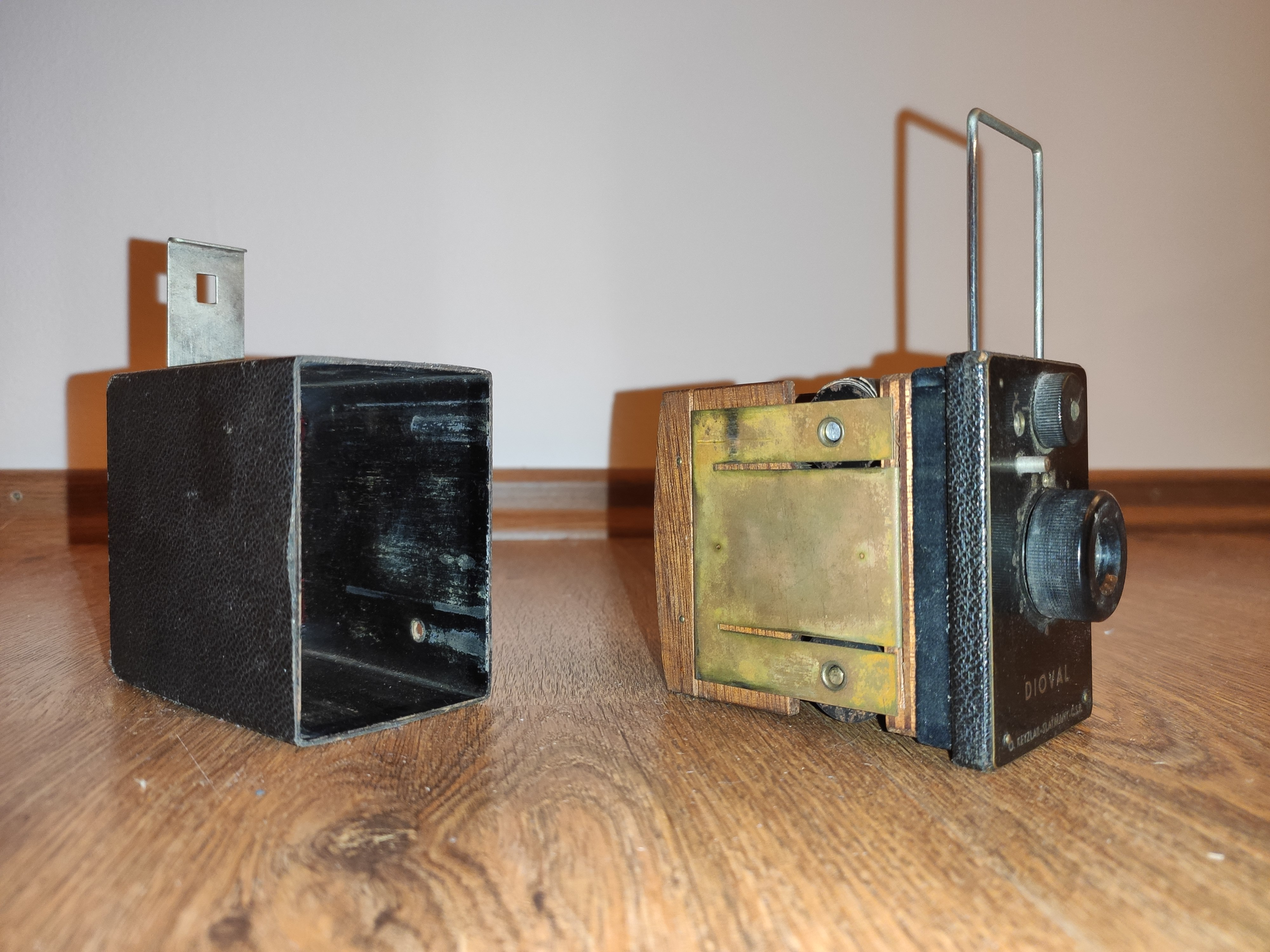
Fotoaparát DIOVAL 3×5 cm

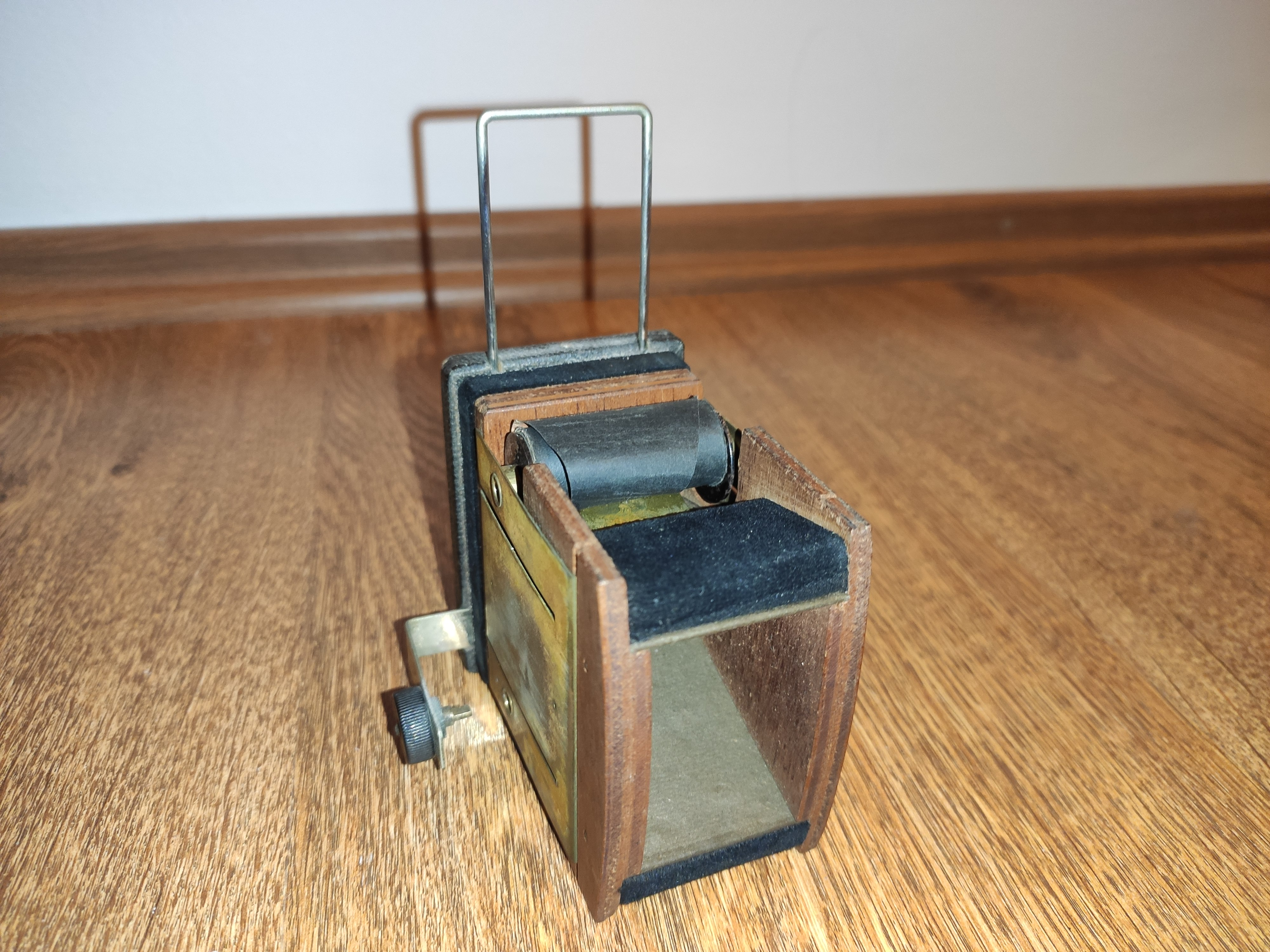
Fotoaparát DIOVAL 3×5 cm-Obloukové vedení filmu

Produkci fotoaparátů uzavírá tento malý přístroj, jehož účelem bylo přinést širokým vrstvám hodnotnou, ale při tom lidově levnou komoru. Úplně novým konstrukčním prvkem bylo obloukové vedení filmu (Odonův patent č. 47031, podán 22. 1. 1932), kvůli odstranění sférické vady objektivu. Atypický filmový materiál do tohoto přístroje byl jedinou, za to podstatnou vadou. Uživatelé tohoto fotoaparátu si většinou pomáhali tak, že do použitých krycích pásů zalepovali neperforovaný kinofilm o šířce 35 mm.

### Technické parametry
Objektiv: jednoduchá čočka, světelnost 1:5, f=80 m. Zaostřování od 2,5 do 12 m
Závěrka: speciální konstrukce, natahuje se stlačením přední části rámcového hledáčku
Formát: 3×5, „užitečný“ 28×50 mm na speciálním svitkovém filmu šířky 36 mm
Rozměry: 95×78×59 mm, hmotnost: 280 g
Cena: nejprve 150 Kč, později 180 Kč